# (300153) 2006 VP85
(300153) 2006 VP85 es un asteroide perteneciente al cinturón de asteroides descubierto el 14 de noviembre de 2006 por el equipo del Spacewatch desde el Observatorio Nacional de Kitt Peak, Arizona, Estados Unidos.

## Designación y nombre
Designado provisionalmente como 2006 VP85.

## Características orbitales
2006 VP85 está situado a una distancia media del Sol de 3,104 ua, pudiendo alejarse hasta 3,569 ua y acercarse hasta 2,638 ua. Su excentricidad es 0,150 y la inclinación orbital 1,736 grados. Emplea 1997,60 días en completar una órbita alrededor del Sol.

## Características físicas
La magnitud absoluta de 2006 VP85 es 16,2. 